# Laurenne Ross
Laurenne Ross (* 17. August 1988 in Edmonton, Alberta, Kanada) ist eine ehemalige US-amerikanische Skirennläuferin. Sie war vor allem in den Disziplinen Abfahrt, Super-G und Kombination erfolgreich.

## Biografie
Ross wurde in Kanada geboren, das Skifahren erlernte sie in Canmore. In ihrer Jugend zog sie mit der Familie nach Klamath Falls im US-Bundesstaat Oregon. Neben sportlichem zeigte sie auch musikalisches Talent; sie spielt Violine, Klavier und Gitarre. Ross nahm im Dezember 2003 im Alter von 15 Jahren erstmals an FIS-Rennen teil und konnte bereits vier Monate später ihren ersten Sieg auf dieser Stufe feiern. Ihren ersten Einsatz im Nor-Am Cup hatte sie am 1. April 2006, wobei sie als 17. der Abfahrt von Mammoth Mountain sogleich in die Punkteränge fuhr. Verletzungsbedingt verpasste sie den größten Teil der Saison 2006/07. Wieder genesen, schaffte sie am 4. Dezember 2007 als Dritte der Abfahrt von Lake Louise die erste Nor-Am-Podestplatzierung.
Am 6. Januar 2009 gewann Ross erstmals ein Rennen im Nor-Am Cup, einen Riesenslalom in Georgian Peaks. In der Nor-Am-Saison 2009/10 siegte sie in neun Rennen und wurde dreimal Dritte. Damit entschied sie die Gesamtwertung sowie die Abfahrts- und Super-G-Wertung deutlich für sich. Im Weltcup debütierte sie am 4. Dezember 2009 in der Abfahrt von Lake Louise, die sie auf dem 46. Platz beendete. Weltcuppunkte gewann sie erstmals am 30. Januar 2010 als 28. der Abfahrt von St. Moritz. Ihr erstes Top-20-Ergebnis erzielte sie am 4. Dezember 2010 mit Platz 19 in der Abfahrt von Lake Louise. Bei ihrem ersten Großereignis, den Weltmeisterschaften 2011 in Garmisch-Partenkirchen, erreichte sie den zehnten Platz in der Abfahrt sowie Rang 16 im Super-G und Rang 28 in der Super-Kombination. Am 6. März 2011 erzielte sie mit Platz vier im Super-G von Tarvis das dato beste Ergebnis ihrer Karriere.
Allerdings konnte Ross in der Folge nicht an diese Leistung anknüpfen. Im Winter 2011/12 kam sie nicht über einen zehnten Platz hinaus. Die Saison 2012/13 begann zunächst ähnlich mäßig, bis sie dann am 12. Dezember 2012 Fünfte der Abfahrt von St. Anton am Arlberg wurde. Das beste Ergebnis bei den Weltmeisterschaften 2013 in Schladming war der elfte Platz in der Super-Kombination. Schließlich gelang ihr am 2. März 2013 die erste Podestplatzierung, als sie die Abfahrt von Garmisch-Partenkirchen hinter Tina Maze als Zweite beendete. In der Saison 2013/14 drohte sie den Anschluss an die Weltspitze zu verlieren, da sie oft die Punkteränge verpasste und nicht über einen 17. Platz hinauskam. Dennoch durfte sie an den Olympischen Winterspielen 2014 in Sotschi teilnehmen und erreichte mit Platz 11 in der Abfahrt das beste Ergebnis des Winters.
Im Weltcupwinter 2014/15 fand Ross zu alter Stärke zurück und erzielte vier Top-10-Ergebnisse, bei den Weltmeisterschaften 2015 in Vail kam sie jedoch nicht über Platz 14 in der Kombination hinaus. Besonders erfolgreich verlief die Weltcupsaison 2015/16 mit nicht weniger als neun Ergebnissen unter den besten zehn. Am 27. Februar 2016 fuhr sie im Super-G von Soldeu auf Platz zwei und musste sich nur Federica Brignone geschlagen geben. Weitere sieben Top-10-Ergebnisse kamen im Verlauf des Weltcups 2016/17 hinzu. Das beste WM-Ergebnis der Karriere gelang ihr bei den Weltmeisterschaften 2017 in St. Moritz mit dem fünften Platz in der Abfahrt.
Obwohl sie während der Weltcupsaison 2017/18 nur ein Ergebnis unter den besten zehn vorzuweisen hatte, wurde Ross für die Olympischen Winterspiele 2018 in Pyeongchang nominiert, bei denen zwei 15. Plätze resultierten. Ebenfalls nur einmal unter die besten zehn reichte es ihr während der Weltcupsaison 2018/19. Bei den Weltmeisterschaften 2019 in Åre stürzte sie sowohl im Super-G als auch beim Einfahren vor dem ersten Abfahrtstraining. Dabei zog sie sich eine Knieverletzung und eine Gehirnerschütterung zu, worauf sie die Saison abbrach. Sieben Wochen nach dem Sturz stellte sich heraus, dass die Knieverletzung weitaus schwerwiegender gewesen war als zunächst angenommen, weshalb sie die gesamte Saison 2019/20 verpasste. Im Januar 2021 versuchte Ross ein Comeback, fuhr aber nur einmal in die Punkte, worauf sie am 9. April 2021 ihren Rücktritt vom Spitzensport erklärte.

## Erfolge

### Olympische Spiele
- Sotschi 2014: 11. Abfahrt
- Pyeongchang 2018: 15. Super-G

### Weltmeisterschaften
- Garmisch-Partenkirchen 2011: 10. Abfahrt, 16. Super-G, 28. Super-Kombination
- Schladming 2013: 11. Super-Kombination, 26. Super-G
- Vail/Beaver Creek 2015: 15. Super-G, 17. Abfahrt
- St. Moritz 2017: 5. Abfahrt, 14. Super-G, 15. Kombination
- Cortina d’Ampezzo 2021: 26. Abfahrt

### Weltcup
- 27 Platzierungen unter den besten zehn, davon 2 Podestplätze

### Weltcupwertungen
| Saison  | Gesamt | Gesamt | Abfahrt | Abfahrt | Super-G | Super-G | Kombination | Kombination |
| Saison  | Platz  | Punkte | Platz   | Punkte  | Platz   | Punkte  | Platz       | Punkte      |
| ------- | ------ | ------ | ------- | ------- | ------- | ------- | ----------- | ----------- |
| 2009/10 | 115.   | 13     | 46.     | 13      | –       | –       | –           | –           |
| 2010/11 | 40.    | 162    | 30.     | 43      | 16.     | 92      | 22.         | 27          |
| 2011/12 | 49.    | 149    | 22.     | 91      | 29.     | 45      | 28.         | 13          |
| 2012/13 | 26.    | 292    | 16.     | 166     | 13.     | 104     | 20.         | 22          |
| 2013/14 | 80.    | 43     | 34.     | 32      | –       | –       | 20.         | 11          |
| 2014/15 | 26.    | 293    | 11.     | 191     | 18.     | 88      | 17.         | 14          |
| 2015/16 | 18.    | 526    | 10.     | 224     | 8.      | 250     | 16.         | 52          |
| 2016/17 | 25.    | 343    | 9.      | 204     | 17.     | 113     | 24.         | 26          |
| 2017/18 | 65.    | 94     | 32.     | 47      | 32.     | 47      | –           | –           |
| 2018/19 | 63.    | 93     | 28.     | 63      | 32.     | 30      | –           | –           |
| 2020/21 | 115.   | 8      | 42.     | 8       | –       | –       | –           | –           |

### Nor-Am Cup
- Saison 2007/08: 9. Gesamtwertung, 4. Abfahrtswertung, 4. Super-G-Wertung
- Saison 2008/09: 9. Gesamtwertung, 4. Riesenslalomwertung
- Saison 2009/10: 1. Gesamtwertung, 1. Abfahrtswertung, 1. Super-G-Wertung, 2. Kombinationswertung
- 15 Podestplätze, davon 10 Siege

| Datum             | Ort            | Land   | Disziplin         |
| ----------------- | -------------- | ------ | ----------------- |
| 6. Januar 2009    | Georgian Peaks | Kanada | Riesenslalom      |
| 9. Dezember 2009  | Lake Louise    | Kanada | Abfahrt           |
| 10. Dezember 2009 | Lake Louise    | Kanada | Abfahrt           |
| 11. Dezember 2009 | Lake Louise    | Kanada | Super-G           |
| 18. Dezember 2009 | Panorama       | Kanada | Super-Kombination |
| 18. Dezember 2009 | Panorama       | Kanada | Super-G           |
| 26. Februar 2010  | Aspen          | USA    | Abfahrt           |
| 28. Februar 2010  | Aspen          | USA    | Super-G           |
| 1. März 2010      | Aspen          | USA    | Super-G           |
| 14. März 2010     | Burke          | USA    | Super-G           |

### Juniorenweltmeisterschaften
- Québec 2006: 32. Abfahrt, 34. Super-G, 46. Riesenslalom
- Formigal 2008: 7. Kombination, 13. Riesenslalom, 18. Abfahrt, 26. Super-G, 29. Slalom

### Weitere Erfolge
- Europacup: 3 Platzierungen unter den besten zehn
- 3 US-amerikanische Meistertitel (Super-G 2013 und 2017, Abfahrt 2021)
- 3 Top-10-Ergebnisse im Europacup
- 1 Podestplatz im South American Cup
- 18 Siege in FIS-Rennen